# Briesen (Spree-Neiße)
Briesen es un municipio situado en el distrito de Spree-Neiße, en el estado federado de Brandeburgo (Alemania), a una altitud de  metros. Su población a finales de 2016 era de 800 habs. y su densidad poblacional, 80 hab/km².